# Inzinzac-Lochrist
Inzinzac-Lochrist (bret. Zinzag-Lokrist) – miejscowość i gmina we Francji, w regionie Bretania, w departamencie Morbihan.
Według danych na rok 1990 gminę zamieszkiwało 5541 osób, a gęstość zaludnienia wynosiła 124 osoby/km² (wśród 1269 gmin Bretanii Inzinzac-Lochrist plasuje się na 73. miejscu pod względem liczby ludności, natomiast pod względem powierzchni na miejscu 100.).